# Andriej Kryłow
Andriej Iwanowicz Kryłow (ros. Андрей Иванович Крылов, ur. 10 maja 1956 w Leningradzie) – radziecki pływak. Wielokrotny medalista olimpijski.
Specjalizował się w stylu dowolnym. Brał udział w dwóch igrzyskach (IO 76, IO 80), na obu zdobywał medale. W 1976 sięgnął po srebro w sztafecie. W 1980 pod nieobecność części sportowców, w tym amerykańskich pływaków, sięgnął po złoto w sztafecie kraulowej i srebro na dwóch dystansach indywidualnych. W 1978 był wicemistrzem świata w sztafecie 4 × 200 metrów kraulem. Był medalistą mistrzostw Europy.